# Mario Roatta
Mario Roatta, italijanski general, * 2. februar 1887, † 7. januar 1968.